# Бросс (виконтство)
Виконтство Бросс (Vicomté de Brosse) — феодальное владение в средневековой Франции.
Выделилось из виконтства Лимож в начале XII века за счёт земель, которые виконт Жеро (ум. 988) получил от графа Пуату. Располагалось на территории современного департамента Эндр (историческая область Берри). Столица — замок Бросс (современная коммуна Шайлак).
Сведения о виконтах XII—XIII веков отрывочные, их источниками служат произведения французских историков позднего средневековья — Ле Лабурёра (Le Laboureur) и отца Ансельма (Père Anselme).
После смерти виконта Андре IV де Шовиньи (1502) по договору от 1519 года две трети его владений получил двоюродный брат — Ардуэн де Майле (Hardouin X de Maillé, 1462—1525) — внук Ги III, оставшуюся треть — вдова покойного Луиза де Бурбон. В 1546 году виконтство Бросс полностью перешло к Бурбонам.

## Список правителей
- Бернар I де Бросс, сын или внук виконта Лиможа Адемара I;
- Жерар I (ум. после 1139), сын Бернара I;
- Бернар II (ум. после 1167), сын;
- Бернар III (ум. 1193), сын;
- Бернар IV (1188 — после 1221), сын;
- Жерар II (р. до 1184, ум. не ранее 1239), вероятно — племянник Бернара III;
- Пьер (ум. 1247 или позже), сын Жерара II;
- Гуго I (ум. после 1256), сын Бернара IV или Жерара II;
- Гуго II (ум. после 1285), сын Гуго I;
- Жан, сын Гуго II;
- Жанна, дочь, не позднее 1314 года вышла замуж за Андре II де Шовиньи, сеньора Шатору.

Виконты из рода Шовиньи, сеньоров Шатору:
- Андре II, муж Жанны де Бросс.
- Андре III (погиб в битве при Пуатье 18 сентября 1356), сын;
- Ги I (ум. 1360), брат;
- Ги II (ум. 1422), сын;
- Ги III (ум. 1482), сын;
- Франсуа (ум. 15 мая 1490), сын;
- Андре IV (ум. 14 января 1502), сын.